# فيكرز فمباير
فيكرز فمباير (Vickers F.B.26 Vampire، مصاص الدماء) طائرة مقاتلة بريطانية بمقعد واحد وسطحين ومحرك سحاب بنتها فيكرز خلال الحرب العالمية الأولى.
بني منها آربع طائرات طورت إحداها لتصبح طائرة أف.بي.26أي

## المشغلون
- فيلق الطيران الملكي
  - رقم 39 سرب RFC
  - رقم 141 سرب RFC

## المواصفات
البيانات من Vickers Aircraft since 1908 
الخصائص العامة
- الطاقم: one
- الطول: 23 ft 5 in (7.14 m)
- باع الجناح: 31 ft 6 in (9.60 m)
- الارتفاع: 9 ft 5 in (2.87 m)
- مساحة الجناح : 267 ft² (24.8 m²)
- الوزن فارغة: 1,467 lb (667 kg)
- الوزن محملة: 2,030 lb (923 kg)
- محرك الطائرة: 1 × Hispano-Suiza 8 water-cooled V-8, 200 hp (149 kW)

الأداء
- السرعة القصوى: 105 kn (121 mph, 195 km/h) at 5,000 ft (1,500 m)
- سقف الخدمة: 20,500 ft (6,250 m)
- حمولة الجناح: 7.60 lb/ft² (37.2 kg/m²)
- نسبة القدرة إلى الوزن: 0.099 hp/lb (0.16 kW/kg)
- Endurance: 3 hours

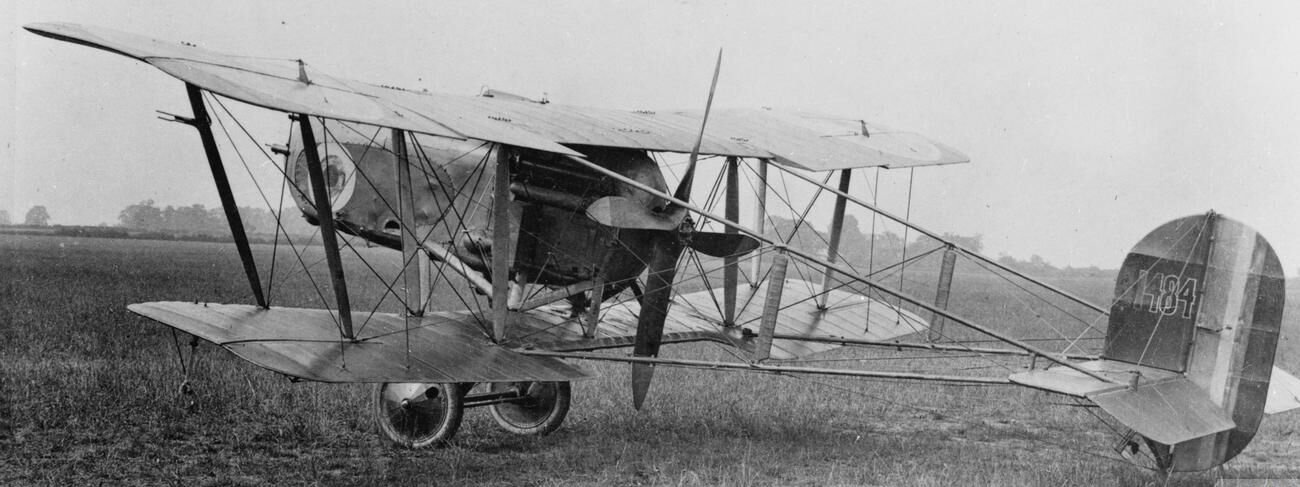

- Climb to 10,000 ft (3,050 m): 10 min

## وصلات خارجية
- صورة مصاص دماء و دماء الثاني